# Bishama Katek
Bishama Katek là một thị trấn thống kê (census town) của quận Rayagada thuộc bang Orissa, Ấn Độ.

## Nhân khẩu
Theo điều tra dân số năm 2001 của Ấn Độ, Bishama Katek có dân số 7407 người. Phái nam chiếm 50% tổng số dân và phái nữ chiếm 50%. Bishama Katek có tỷ lệ 67% biết đọc biết viết, cao hơn tỷ lệ trung bình toàn quốc là 59,5%: tỷ lệ cho phái nam là 76%, và tỷ lệ cho phái nữ là 58%. Tại Bishama Katek, 11% dân số nhỏ hơn 6 tuổi.